# Saint-Léger-les-Mélèzes
Saint-Léger-les-Mélèzes település Franciaországban, Hautes-Alpes megyében. Lakosainak száma 369 fő (2022. január 1.). Saint-Léger-les-Mélèzes Ancelle, Chabottes és Saint-Jean-Saint-Nicolas községekkel határos.

## Népesség
A település népessége az elmúlt években az alábbi módon változott:
| Lakosok száma | 137  | 190  | 182  | 316  | 339  | 345  | 350  | 362  | 366  | 369  |
|               | 1968 | 1982 | 1990 | 2006 | 2013 | 2015 | 2017 | 2019 | 2020 | 2022 |